# Cot Paleue
Cot Paleue is een bestuurslaag in het regentschap Pidie van de provincie Atjeh, Indonesië. Cot Paleue telt 277 inwoners (volkstelling 2010).